# コンチョ郡 (テキサス州)
コンチョ郡（コンチョぐん、英: Concho County）は、アメリカ合衆国テキサス州の中央部、エドワーズ高原に位置する郡である。2010年国勢調査での人口は4,087人であり、2000年の3,966人から3.1%増加した。郡庁所在地はペイントロック町（人口273人）であり、同郡で人口最大の町はイーデン市（人口2,766人）である。コンチョ郡は1858年に設立され、郡名はコンチョ川に因んで名付けられた。

## 年譜
- 紀元前8000年 – 西暦1800年代、コンチョ郡となった領域にパレオ・インディアンが焼けた岩の貝塚を残した。アサバスカン語を話すインディアン部族が、まだ馬のいない平原文化の生活を送っていた。後に入ってきた部族としては、ジュマノ族、トンカワ族、コマンチ族、リパン・アパッチ族などがあった。[4]
- 1847年、ジョン・O・ミューズバックがこの地域に測量師を派遣した[4]
- 1849年、ロバート・シンプソン・ニーバーズが小さな遠征隊を率いて地域を通過した[4]
- 1858年、テキサス州議会がベア郡の一部からコンチョ郡を設立した[4]
- 1874年、ラナルド・S・マッケンジーが残っていたインディアンを追い出す作戦を展開し、マッケンジー・トレイルを造った[4]
- 1879年、コンチョ郡が組織化され、郡庁所在地はペイントロックに指定された。この町の名は近くにあった岩刻絵に因んでいた[5]
- 1882年、イーデンの町が設立された[6]
- 1909年、ロウェイクの町が設立された[7]
- 1910年、コンチョ・サンサバ・アンド・リャノバレー鉄道がペイントロックまで開通した[4]
- 1911年、フォートワース・アンド・リオグランデ鉄道が郡内南東隅を通って開通した[4]
- 1912年、ガルフ・コロラド・アンド・サンタフェ鉄道がイーデンまで開通した[4]
- 1930年、449の農園がその所有者によって運営され、682の農園は借地農夫によって運営されていた。借地のうち619は小作農だった[4]
- 1940年、コンチョ郡が土壌保全地域の一部になった[4]
- 1970年、イオラの町近くには100人以上のチェコからの移民が住んでいた[8]
- 1985年、テキサス州水質委員会がステイシーでコロラド川の水を554,000エーカー・フィート (683,000,000 m3) 貯めることを承認し、O・H・アイビー貯水池が造られた[9]
- 1988年、テキサス州では羊の飼育でトップクラスの郡になった[4]

## 地理

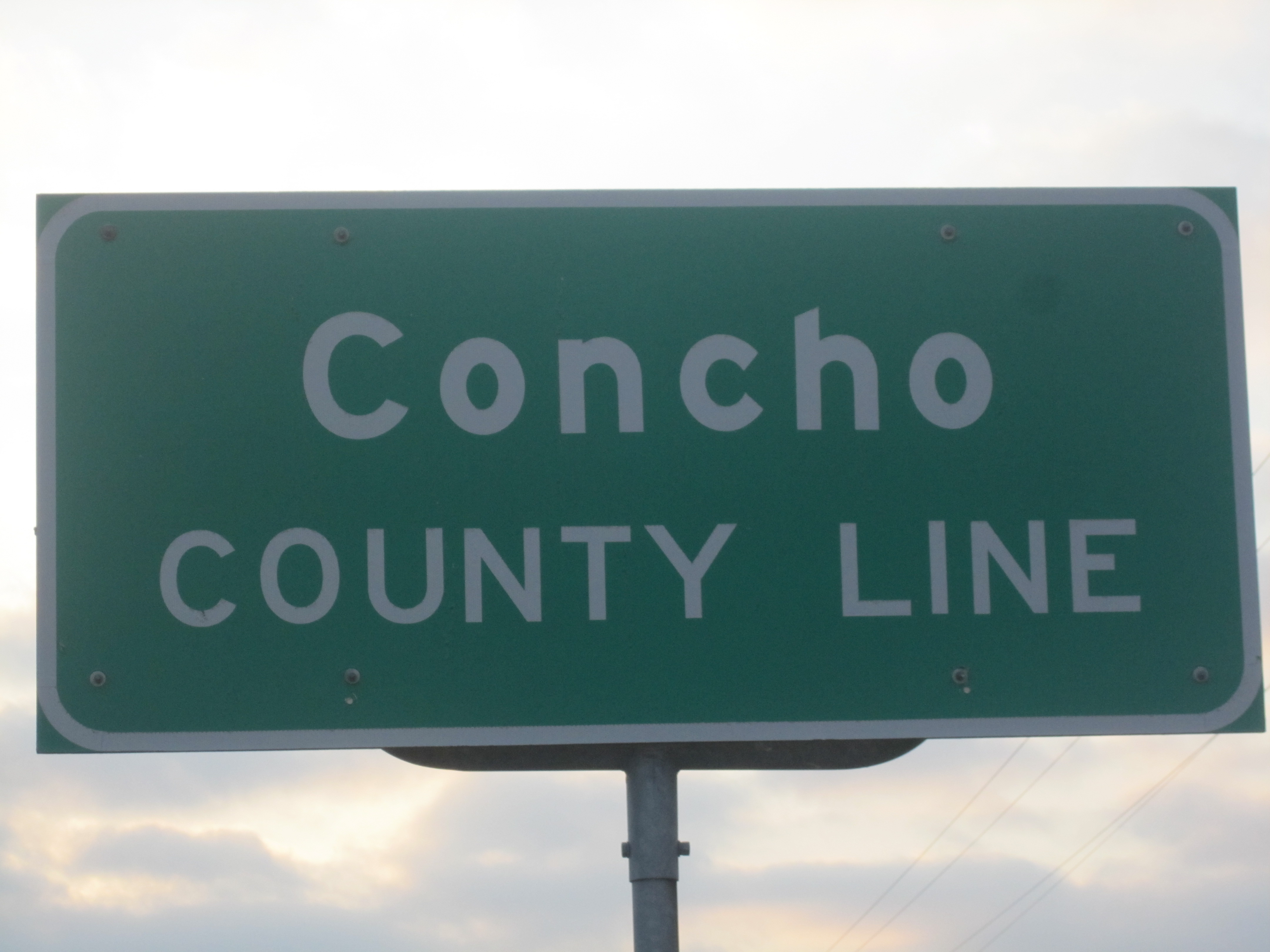
コンチョ郡境の標識

アメリカ合衆国国勢調査局に拠れば、郡域全面積は994平方マイル (2,574.4 km2)であり、このうち陸地991平方マイル (2,566.7 km2)、水域は3平方マイル (7.8 km2)で水域率は0.22%である。

### 主要高規格道路
- アメリカ国道87号線
- アメリカ国道83号線
- テキサス州道156号線
- テキサス州道206号線

### 隣接する郡
- ラネルズ郡 - 北
- コールマン郡 - 北東
- マカロック郡 - 東
- メナード郡 - 南
- トムグリーン郡 - 西

## 人口動態
以下は2000年の国勢調査による人口統計データである。
| 基礎データ - 人口: 3,966人 - 世帯数: 1,058 世帯 - 家族数: 757 家族 - 人口密度: 2人/km2（4人/mi2） - 住居数: 1,4881軒 - 住居密度: 1軒/km2（2軒/mi2） 人種別人口構成 - 白人: 88.20% - アフリカン・アメリカン: 0.98% - ネイティブ・アメリカン: 0.48% - アジア人: 0.08% - 太平洋諸島系: 0.10% - その他の人種: 8.93% - 混血: 1.24% - ヒスパニック・ラテン系: 41.33% 年齢別人口構成 - 18歳未満: 16.1% - 18-24歳: 10.4% - 25-44歳: 38.2% - 45-64歳: 21.5% - 65歳以上: 13.8% - 年齢の中央値: 36歳 - 性比（女性100人あたり男性の人口） - 総人口: 181.3 - 18歳以上: 209.9 | 世帯と家族（対世帯数） - 18歳未満の子供がいる: 29.8% - 結婚・同居している夫婦: 59.4% - 未婚・離婚・死別女性が世帯主: 9.7% - 非家族世帯: 28.4% - 単身世帯: 26.6% - 65歳以上の老人1人暮らし: 14.2% - 平均構成人数 - 世帯: 2.45人 - 家族: 2.97人 収入と家計 - 収入の中央値 - 世帯: 31,313米ドル - 家族: 36,894米ドル - 性別 - 男性: 20,750米ドル - 女性: 21,458米ドル - 人口1人あたり収入: 15,727米ドル - 貧困線以下 - 対人口: 11.9% - 対家族数: 7.5% - 18歳未満: 15.8% - 65歳以上: 14.2% |

## 都市と町
- イーデン
- イオラ
- ロウェイク
- ミラーズビュー
- ペイントロック - 郡庁所在地